# Семенина Ігор Богданович
Ігор Богданович Семенина (нар. 1 січня 1989, Тернопіль) — український футболіст, центральний півзахисник клубу «Голесов».
Вихованець школи тернопільського футболу. До того, як перейшов до тернопільської «Ниви», у якій провів три роки і завоював право виступати в першій лізі, виступав за «СДЮШОР Тернопіль».

## Ігрова кар'єра

### Нива Тернопіль
Вихованець тернопільського футболу. Перший тренер —Андрій Яблонський. У тернопільській «Ниві» дебютував 2007 року у другій лізі чемпіонату України. З цією командою став переможцем турніру другої ліги 2008/09 і вийшов до першої ліги, де продовжив виступи.
У березні 2010 року підписав контракт з «Фенікс-Іллічівцем», але вже у липні 2010 року перейшов до іншої команди першої ліги — «Нафтовик-Укрнафта», де, за власними словами, найбільше зріс як футболіст. У цій команді Семенина пограв з досвідченими гравцями, багато з яких пройшли школу української Прем'єр-ліги. Виступаючи в Охтирці, отримав травму коліна, деякий час лікувався.
Відновившись від травми, шукав нову команду. Так в кар'єрі футболіста з'явилися «Львів» та «Енергетик». Гра футболіста в Бурштині не влаштовувала тренерів «енергетика», і взимку 2012 року він зайнявся пошуками нової команди.
Проходив перегляд у білоцерківському «Арсеналі», у складі якого провів дві гри на меморіалі Макарова. В одному з матчів відзначився забитим голом у ворота «молодіжки» київського «Динамо».

### Миколаїв
2012 року поїхав на оглядини до МФК «Миколаїв». Коли тренер «корабелів» Руслан Забранський запитав у Семенини, яку він хоче зарплату, то почув відповідь: «Мені все одно. Я хочу грати в першій лізі».

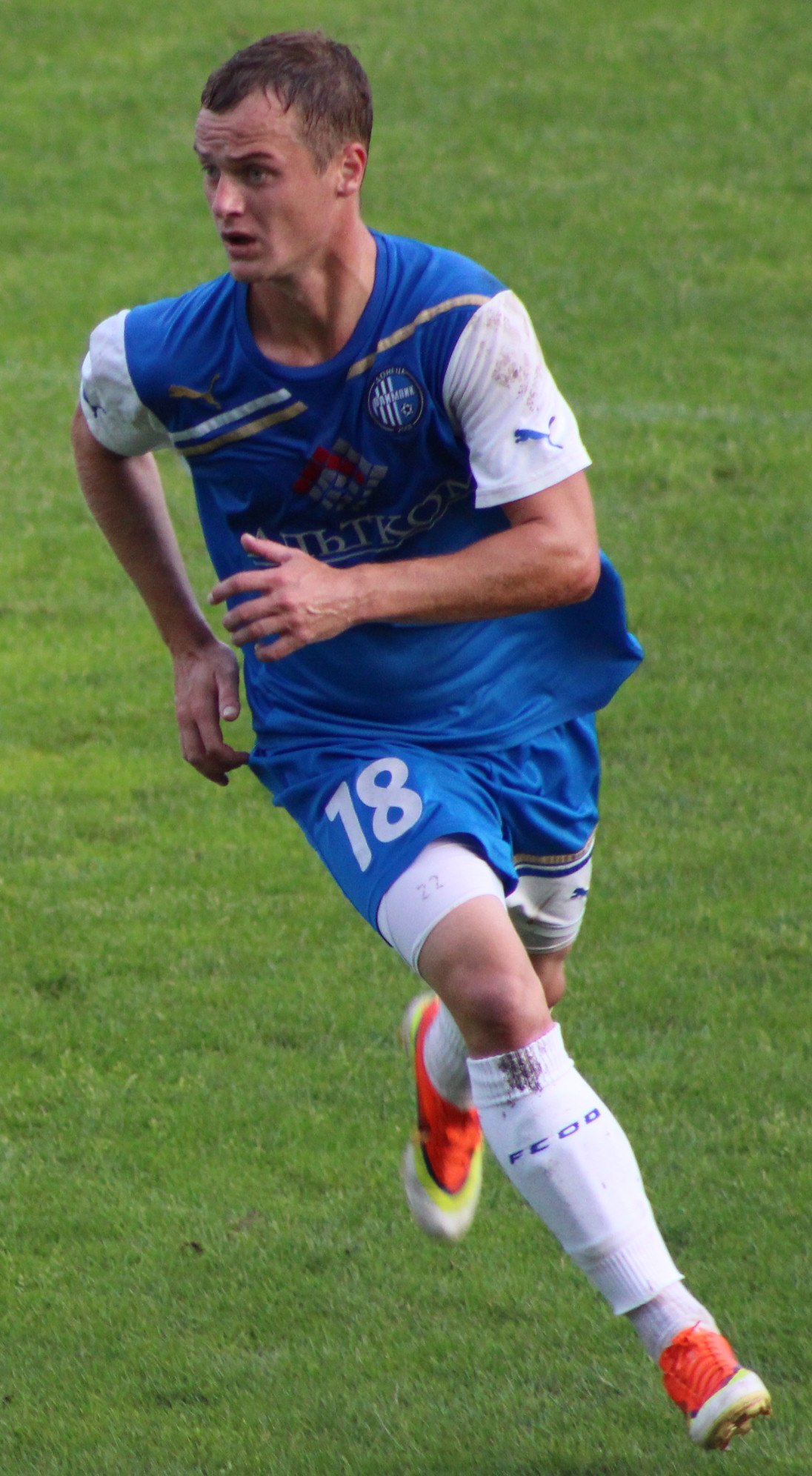
Ігор Семенина під час виступів за донецький «Олімпік»

До «Миколаєва» Семенина повноцінно приєднався лише в кінці зими, не провівши з партнерами повноцінних зимових зборів. Набирав фізичну форму за рахунок ігор, багато працював, і з часом став одним з лідерів команди, улюбленцем миколаївської публіки та одним з найкращих її бомбардирів. гравця виділяли журналісти всеукраїнських і місцевих видань, а також тренери команд-суперниць.
Через рік контракт Семенини з «корабелами» закінчився, і футболіст не поспішав укладати новий. Інтерес до півзахисника проявляв аутсайдер Прем'єр-ліги «Металург» (Запоріжжя). На запрошення Анатолія Заяєва футболіст проходив тренувальний збір у складі «Металурга». Після трагічної загибелі тренера запоріжців в ДТП, новий тренерський штаб від послуг Семенини відмовився.

### Олімпік
З «Миколаєва» Семенина перейшов в донецький «Олімпік». У новій команді Ігор в першому матчі вивів команду з капітанською пов'язкою. З цим клубом Семенина став переможцем першої ліги сезону 2013/14 і 26 липня 2014 року в грі з одеським «Чорноморцем» дебютував у Прем'єр-лізі. Другого матчу в Прем'єр-лізі довелося чекати більше місяця. Лише в 6-му турі Семенина знову з'явився на полі. Через травму граючого президента команди Владислава Гельзіна Семенина був включений в заявку на матч-дербі проти «Металурга». Увійшовши в гру за 18 хвилин до закінчення Ігор в компенсований час забив переможний гол. У грудні 2015 року Ігор і «Олімпік» припинили співпрацю за обопільною згодою.

### Черкаський Дніпро
27 грудня 2015 року стало відомо, що Семенина продовжить кар'єру в «Черкаському Дніпрі».

### Геліос
6 липня 2017 року став гравцем харківського «Геліоса».

### Нива Тернопіль
31 грудня 2020 року підписав контракт з «Нивою», таким чином 13 років опісля повернувся до рідного клубу. 

## Стиль гри
Артур Валерко, оглядач порталу Football.ua, так охарактеризував футболіста: «„Світла голова“, непоганий розпасовщик, що володіє незвичайним ударом, здатним доставити м'яч у ворота з дальньої відстані, нерідко — по хитромудрій траєкторії.».

## Сім'я
Одружений. Дружина — Анастасія.